# Antígrafo
A palavra antígrafo vem do grego antigo, prefixo  antí (ἀντί, “contra”, “em oposição a”) + sufixo graphō (γράφω, “escrever”, “desenhar”). Embora o termo originalmente se refira a antígraphon (ἀντίγραφον , "cópia", "transcrição" ou “exemplar”, a nova acepção do termo pode ser entendida como “escrito ao contrário”, refletindo a ideia de uma palavra ou frase que, quando escrita ou falada ao contrário, não forma um termo com significado na variante brasileira do português. 
Um antígrafo é o oposto de um palíndromo, que é uma palavra, frase ou número que permanece igual quando lida de trás para diante: "Ana"; "reler"; "reviver". Além disso, um antígrafo se difere de um anagrama, que é uma espécie de jogo de palavras criado com a reorganização das letras de uma palavra ou expressão para produzir outras palavras ou expressões, utilizando todas as letras originais exatamente uma vez. Por exemplo, a palavra “caneta” é um exemplo de um antígrafo, pois, quando escrita ao contrário, forma a palavra “atenac”, que não tem significado. Já a palavra “amor” é um exemplo de um anagrama, pois quando escrita ao contrário, dá origem à palavra “roma”, que possui um significado. Outros exemplos de antígrafos são palavras como "profissão" = "oassiforp"; "jardim" = "midraj"; "telefone" = "enofelet".